# Феофіл (Ігнатович)
Єпископ Феофіл (Феодір Киргакович Ігнатович; 1726, Білоцерківка, Миргородський полк — 27 вересня 1788 — український релігійний діяч, єпископ Російської православної церкви, єпископ Чернігівський та Новгород-Сіверський.

## Життєпис
Син священика Успенської церкви міста Білоцерківка, Українського Миргородського полку.
1737 р. — навчався у Києво-Могилянській академії.
1744 р. — пострижений в чернецтво і тоді ж присланий до Казані для викладання у духовній семінарії. Спочатку він зайняв кляси піїтики та риторики, з 1746 викладав філософію.
1748 р. — префект Казанської духовної семінарії.
1751 р. — призначений ректором Казанської духовної семінарії та архімандритом Зилантова Успенського монастиря. Був першим у семінарії вчителем богословської кляси.
1754 р. — перейшов настоятелем до казанського Спасо-Преображенського монастиря.
Вересень 1765 р. — переведений до Саввино-Сторожевського монастиря.
17 жовтня 1770 р. — хіротонія в єпископа Чернігівського та Новгород-Сіверського.
Збудував у Чернігові кам'яний архієрейський будинок.
Січень 1782 — здійснив відкриття Чернігівського намісництва, що вказувало кордони Чернігівської єпархії, із виділенням із неї самостійної Новгород-Сіверської єпархії, яка опісля знову з'єдналася з Чернігівською.
При ньому здійснилася в Чернігівській єпархії відома єкатерининська секуляризація нерухомого церковного майна, багато монастирів було закрито, а їхні храми перетворені на парафіяльні церкви.